# Casa Rossini
Casa Rossini a Pesaro è la casa natale del grande compositore Gioachino Rossini qui nato il 29 febbraio 1792, nell'odierna via Rossini, 34. Nel 1892, a cento anni dalla nascita di Rossini, il Comune di Pesaro acquista il palazzo e lo adibisce a museo.
Con il regio decreto n. 95 del 25 febbraio 1904 è stato dichiarato monumento nazionale.

## L'edificio
L'esterno dell'edificio non possiede particolari qualità artistiche, soprattutto se paragonato alle limitrofe residenze patrizie della città. Tuttavia la sua particolare struttura risalta lungo la via ed è apprezzata dai pesaresi. La casa rossiniana fu realizzata tra il XV e il XVIII secolo, con successivi interventi. L'edificio ha quattro piani e un sotterraneo.

## L'interno e le collezioni
Dal 2015 Casa Rossini si presenta completamente rinnovata grazie a un importante intervento di riqualificazione che ha ampliato gli spazi e reso protagoniste tecnologie di ultima generazione. Al piano terra, uno store esclusivamente a lui dedicato.
La casa museo, visitabile seguendo un particolare itinerario biografico-creativo, conserva diverso materiale documentario, tra cui stampe e cimeli legati alla vita e all'opera del compositore. Il nucleo centrale della raccolta è costituito dalla donazione del grande collezionista parigino Alphonse Hubert Martel, stampe delle opere di Rossini  e dei suoi celebri interpreti: Adelina Patti (Rosina/Barbiere di Siviglia), Giovan Battista Rubini (Otello), Giuditta Pasta (Tancredi), Gilbert-Louis Duprez (Arnold/Guillaume Tell).
Degni di nota, sono poi la raccolta di trenta ritratti a stampa di Rossini, dalla giovinezza alla vecchiaia, e un disegno di Gustave Dorè che lo ritrae sul letto di morte. Oltre ai ritratti ufficiali, è esposta una serie di caricature tra cui una statuetta di Jean Pierre Dantan che mette alla berlina Rossini e altri personaggi dell’ambiente musicale dell’Ottocento. Nella stanza dedicata alla musica, sono ospitati un fortepiano, strumento a tastiera costruito a Venezia nel 1809, e alcuni autografi del maestro.
Con il rinnovato allestimento, Casa Rossini ha implementato il materiale in esposizione grazie alla collaborazione con la Fondazione Rossini che ha concesso nuovi e interessanti documenti, tra cui lettere e spartiti autografi, libretti originali di opere rossiniane e la digitalizzazione di intere partiture. Oltre che nella Sala audio e video, i nuovi contenuti e il materiale grafico digitalizzato (spartiti autografi di opere e lettere) sono consultabili su touch screen lungo il percorso e apposite postazioni consentono l’ascolto di registrazioni sonore dei documenti/lettere, così da comprendere al meglio le vicende biografiche e artistiche del compositore. Alla superficie espositiva si è aggiunto il secondo piano per ospitare documenti di interpreti e opere rossiniane e mostre tematiche temporanee.